# Kazimierz Grzegorz Kędzierski
Kazimierz Grzegorz Kędzierski (ur. 1750 r. w Częstochowie, syn Fabiana) - częstochowski malarz.  
W prezbiterium kościoła pod wezwaniem świętej Barbary i świętego Andrzeja Apostoła w Częstochowie znajdują się jego cztery obrazy przedstawiające sceny z legendy życia świętej Barbary. Każdy opatrzony jest kartuszem z łacińską inskrypcją. Obrazy zostały namalowane w ostatniej ćwierci XVIII wieku. W 1892 roku zostały przemalowane, a w 1904 odnawiane przez Jana Nepomucena Grota. Dwa dalsze obrazy Kędzierskiego znajdują się prawdopodobnie w Muzeum Narodowym w Krakowie. Córka artysty, Barbara Tekla Kędzierska również była  malarką.